# Salyan (Solukhumbu)

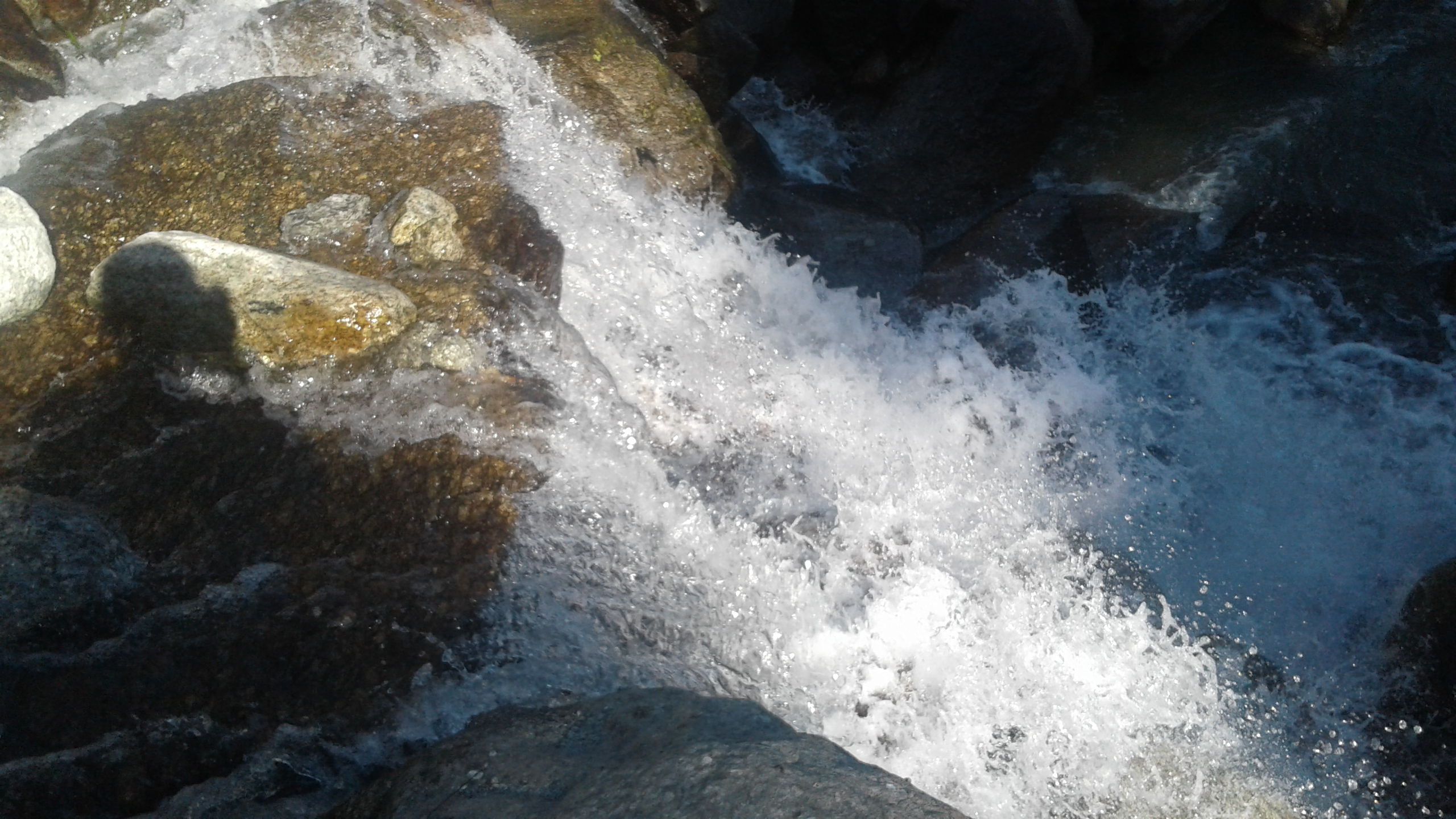

Salyan (trl. Salyān, trb. Saljan, nep.:सल्यान, सोलुखुम्बु) – gaun wikas samiti we wschodniej części Nepalu w strefie Sagarmatha w dystrykcie Solukhumbu. Według nepalskiego spisu powszechnego z 2001 roku liczył on 1106 gospodarstw domowych i 5592 mieszkańców (2939 kobiet i 2653 mężczyzn).